# ديانا كونينغهام إليس
ديانا كونينغهام إليس (بالإنجليزية: Diana Conyngham Ellis)‏ (اسمها عند المولد «مونسيل») (1813- 4 أيار\مايو 1851)، كانت فنانة مختصة بعلم النبات من جزيرة أيرلندا.

## حياتها
من المرجح أن تكون ديانا مونسيل قد ولدت في مقاطعة لندنديري عام 1813. وكانت الابنة البكر بين أربعة أبناء لأرشيدوق ديري، توماس بيولي مونسيل، وجين راي. كان شقيقها رجل الدين وكاتب الترانيم جون صموئيل بيولي مونسيل. تزوجت ديانا من كونينغهام إليس، ابن عمها الأول، في 29 كانون الأول (ديسمبر) 1842 في كنيسة دونلو. كان كونينغهام في البداية محامياً، ثم ترك هذه المهنة ليصبح فيقاراً، خدم في كرانبورن في ويندسور. توفيت إليس عن عمر 37 عاماً في 4 أيار (مايو) 1851. يبدو أن الكتاب الذي أعدّته باسم «السيدة كونينغهام إليس» بعنوان «محادثات حول الطبيقة البشرية للشباب» طبع بعد وفاتها.
توجد لوحة بورتريه لإليس رسمها فريدريك ويليام بورتون ضمن مجموعة معرض أيرلندا الوطني.

## الأعمال الفنية
تكونت أعمال إليس الفنية من 68 رسمة تمثّل أزهاراً وأوراق الشجر بألوان المائية. لم يُعرف ما إذا كانت إليس قد تلقّت تدريباً، إلا أن عملها كان نموذجياً حينها. كانت دراساتها تتناول النباتات المحلية الشائعة، خاصة تلك الموجودة في الحقول والأسيجة النباتية كالجريس والبنفسج وبخور مريم. وقد أشيد بأعمالها لدقتها وواقعيتها.